# Scottsville, Virginia
Scottsville är en ort i den amerikanska delstaten Virginia med en yta av 4 km² och en folkmängd, som uppgår till 555 invånare (2000). Orten hör dels till Albemarle County, dels till Fluvanna County.

## Kända personer från Scottsville
- Thomas S. Martin, senator för Virginia 1895-1919.